# 明神智和
明神智和（1978年1月24日—）是日本職業足球運動員，生於兵庫縣。目前效力的球隊是大阪飛腳。司職中場或後衛。綽號MJ。
1996年加入柏雷素爾，逐漸成為球隊主力之一，並為球隊的隊長。2005年柏雷素爾被降級到日職聯乙級比賽。明神加盟大阪飛腳。
此外在他2002年世界盃足球賽被選為日本隊成為，並上陣三次。

## 國家隊進球
| #  | 日期           | 地點         | 對手   | 比分 | 結果 | 賽事                       |
| -- | -------------- | ------------ | ------ | ---- | ---- | -------------------------- |
| 1. | 2000年10月24日 | 黎巴嫩貝魯特 | 伊拉克 | 4-1  | 勝   | 2000年亞洲盃足球賽半準決賽 |
| 2. | 2000年10月26日 | 黎巴嫩貝魯特 | 中國   | 3-2  | 勝   | 2000年亞洲盃足球賽準決賽   |
| 3. | 2002年4月17日  | 日本橫濱     |        | 1-1  | 和   | 友誼賽                     |